# IZ Большой Медведицы
IZ Большой Медведицы (лат. IZ Ursae Majoris) — одиночная переменная звезда в созвездии Большой Медведицы на расстоянии приблизительно 299 световых лет (около 92 парсеков) от Солнца. Видимая звёздная величина звезды — от +16,93m до +16,78m.

## Характеристики
IZ Большой Медведицы — пульсирующий белый карлик, переменная звезда типа ZZ Кита (ZZA) спектрального класса DA4,1. Эффективная температура — около 12230 К.